# 皇后花园
皇后花园（简称"TUTA"或“皇后”）是馬來西亞柔佛州新山縣依斯干達公主城的一個住宅區，由Tasek Maju於1977年建設。

## 交通

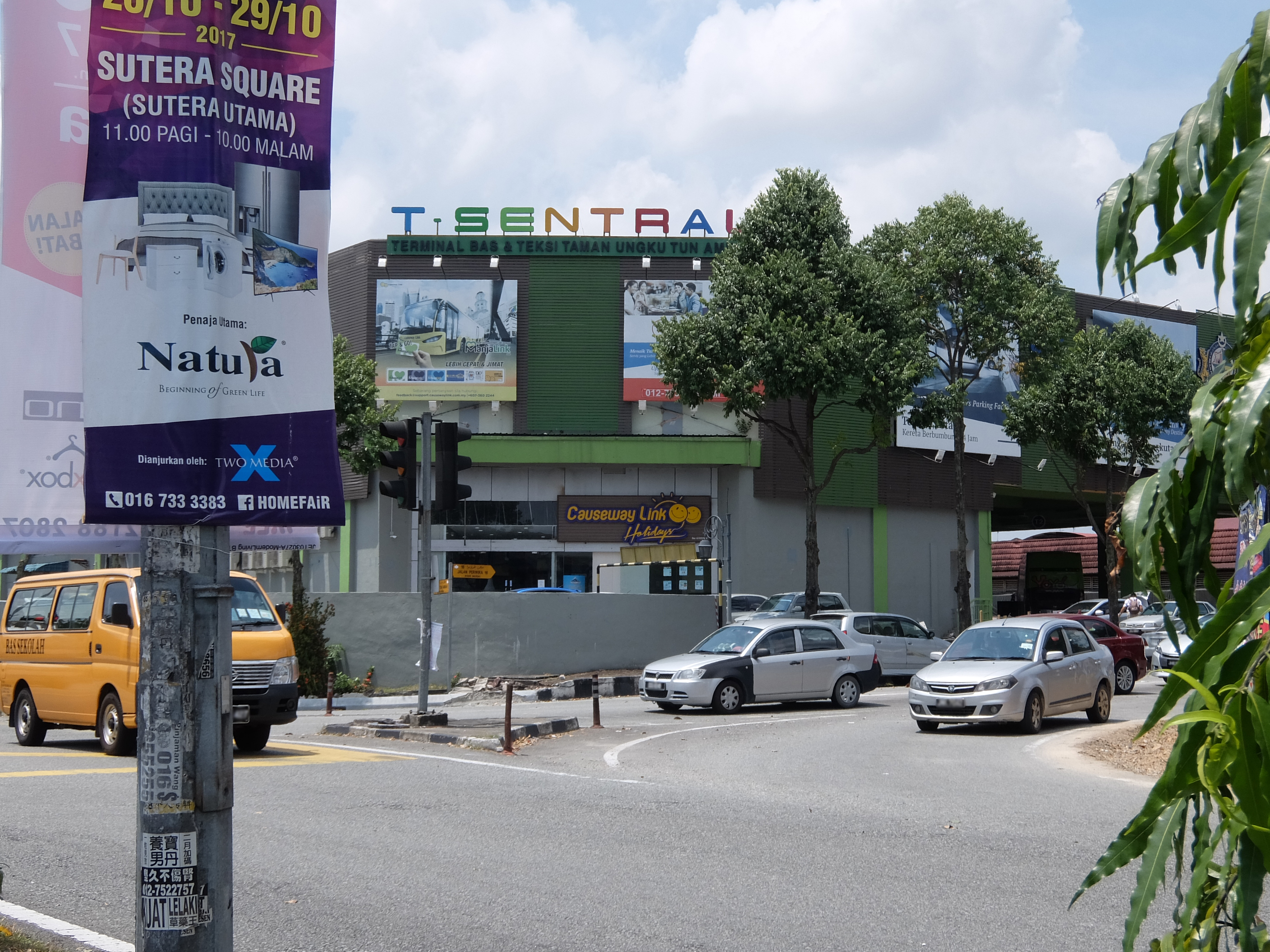
皇后巴士、的士总站

皇后花园设有巴士与的士总站，和谐巴士P202、由新山中央车站前往永乐镇的Causeway Link1B都会经过这个总站。

## 商场

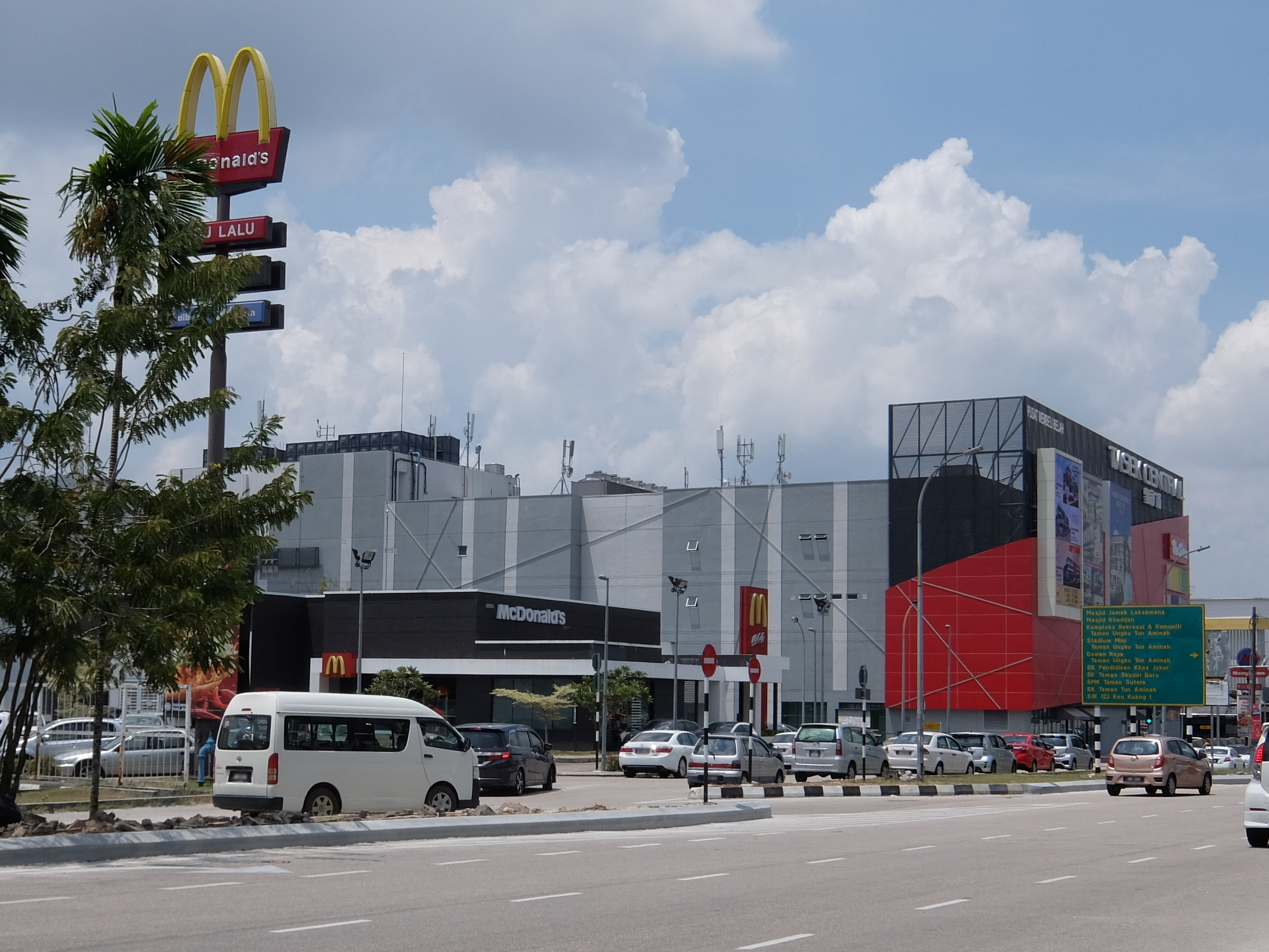
皇后广场

- 皇后广场

毗邻商场
- 佰乐泰广场
- 五福城广场